# ديفيد غرانت (لاعب كريكت)
ديفيد غرانت (24 مايو 1997 في أستراليا - ) (بالإنجليزية: David Grant)‏ هو لاعب كريكت أسترالي. لعب مع فريق أستراليا 11 ‏ وفريق جنوب أستراليا للكريكت ‏.

## وصلات خارجية
- ديفيد غرانت على موقع إي آس بي آن كريك إنفو (الإنجليزية)